# Roger Staub

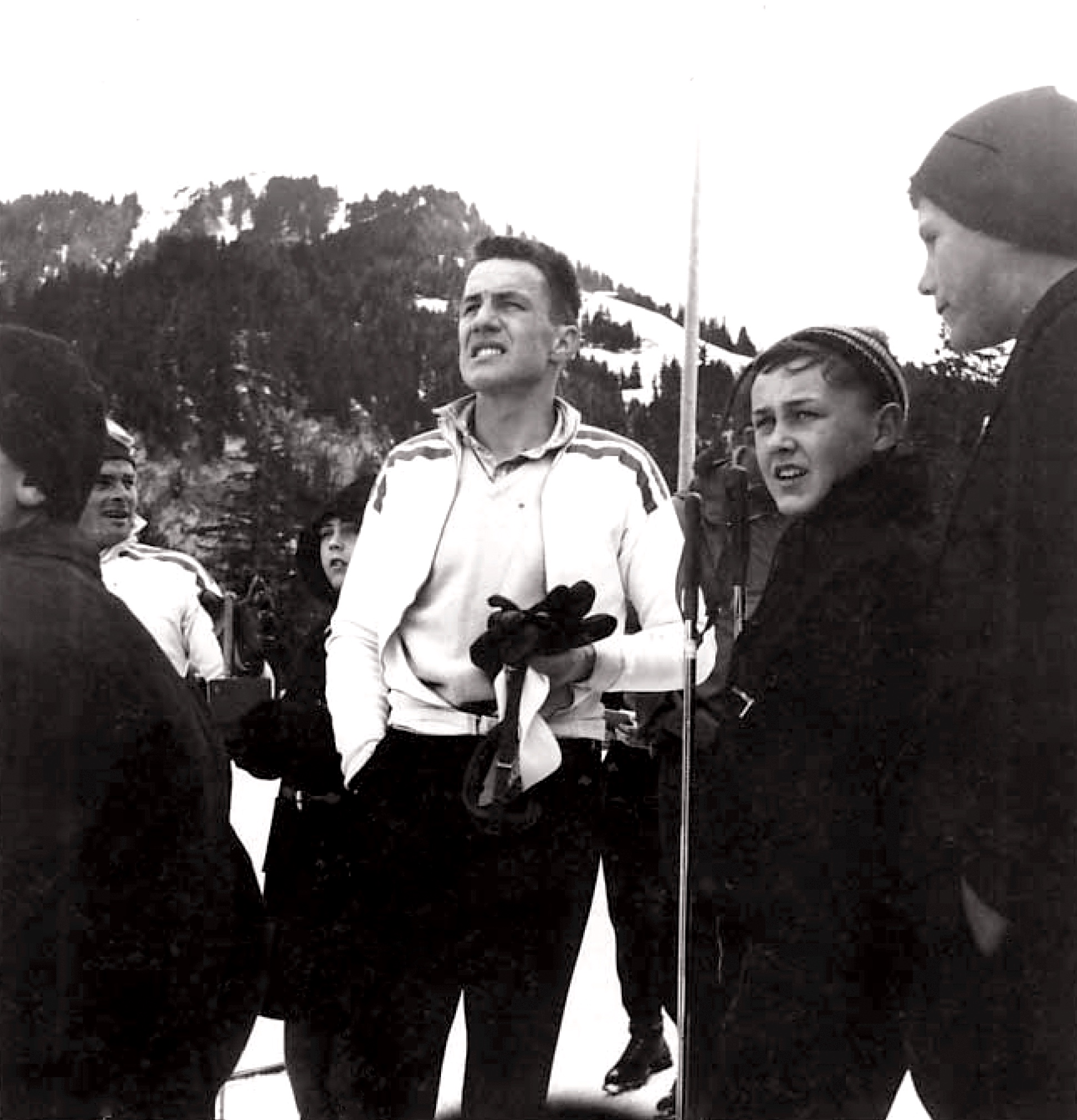
Championnat Suisse 1959 Engelberg

Roger Staub, né le 1er juillet 1936 à Arosa et mort le 30 juin 1974, est un skieur alpin suisse qui a mis fin à sa carrière sportive à la fin de la saison 1961.

## Palmarès

### Jeux olympiques d'hiver
| Épreuve / Édition         | Descente | Slalom géant | Slalom  |
| JO 1956 Cortina d'Ampezzo | 4e       | —            | —       |
| JO 1960 Squaw Valley      | 5e       | Or           | Abandon |

### Championnats du monde
| Épreuve / Édition         | Descente | Slalom géant | Slalom  | Combiné     |
| JO 1956 Cortina d'Ampezzo | 4e       | —            | —       | —           |
| Mondiaux 1958 Bad Gastein | Argent   | Bronze       | 5e      | Bronze      |
| JO 1960 Squaw Valley      | 5e       | Or           | Abandon | Disqualifié |

### Arlberg-Kandahar
- Meilleur résultat : 2e place dans la descente et le combiné 1959 à Garmisch